# Luisa González
Luisa Magdalena González Alcívar, née le 22 novembre 1977 à Quito, est une femme politique équatorienne, représentante de la province de Manabí à l'Assemblée nationale. En 2023, elle est candidate de gauche à la présidence de la République pour le Mouvement de la révolution citoyenne dans le cadre de l'élection présidentielle anticipée. Arrivée en tête du premier tour, elle est finalement battue au second par Daniel Noboa. Elle est à nouveau candidate contre le président sortant lors de l'élection présidentielle de 2025, qu’elle perd à nouveau au second tour.

## Biographie

### Origines et études
Luisa Magdalena González Alcívar est née le 22 novembre 1977, à Quito, la capitale de l'Équateur. Elle est la fille de Jorge Luis González Zambrano et de Ligia Alcívar Álvarez. Ses parents étant en vacances dans la ville de Quito, Luisa González est née dans la paroisse de Chimbacalle (de), située au sud de la ville. Plus tard, ses parents retournent dans la paroisse de Canuto, dans le canton de Chone (province de Manabí), où elle a grandi.
Elle fait ses études primaires à l'école religieuse Mercedes de Calceta, et ses études secondaires à Quito, à l'école María Angélica Idrobo, où elle obtient son diplôme de fin d'études secondaires en avril 2000, à l'âge de 22 ans. À l'âge de 23 ans, elle commence à étudier à l'université centrale de l'Équateur, mais ne termine pas sa scolarité.
Après avoir achevé ses études à l'université internationale de l'Équateur, elle obtient un diplôme d'avocat. Par la suite, elle obtient une maîtrise en gestion supérieure de l'Instituto de Altos Estudios Nacionales (es). Elle est titulaire d'un master en économie internationale et développement de l'université Complutense de Madrid.
Après ses études, elle navigue entre le secteur bancaire, la recherche universitaire et même l'armée en tant qu’ingénieure, avant de se lancer dans le monde des nouvelles technologies.

### Carrière politique
Luisa Gonzalez s'est d'abord engagée politiquement aux côtés du parti social chrétien, classé à droite, en 2007.

#### Élection présidentielle de 2023
Lors de l'élection présidentielle équatorienne de 2023, le Mouvement de la Révolution citoyenne (RC) — qui revendique l'héritage de la « Révolution citoyenne » de l'ancien président Rafael Correa — présente la candidature de Luisa González, accompagnée pour la vice-présidence d'Andrés Arauz, candidat malheureux au second tour de l'élection présidentielle de 2021. Leur binôme est annoncé par Correa lui-même le 10 juin. En attente de son procès pour corruption où il risque jusqu'à huit ans de prison, ce dernier bénéficie toujours d'une grande influence politique ainsi que d'une popularité non-négligeable de 55 % d'opinions favorables,. Bénéficiant d'une solide base électorale après la victoire du RC aux élections locales de février dans plusieurs municipalités, dont la capitale Quito et la seconde plus grande ville du pays, Guayaquil, Luisa González s'impose rapidement comme la favorite du scrutin. Elle caracole ainsi largement en tête des sondages en vue du premier tour, pour laquelle elle est créditée d'environ 30 % des intentions de vote, l'incertitude du scrutin se portant alors davantage sur l'identité de son adversaire. Solidement positionnée à gauche tout en étant socialement conservatrice — avec notamment une opposition à l'avortement —, elle deviendrait en cas de victoire la première femme présidente de l’Équateur,.
La campagne de Luisa González se focalise essentiellement sur son image d'héritière de Rafael Correa, le style de gouvernement de l'ancien président étant mis en avant et associé à une gestion efficace, à la sécurité, au soutien au monde rural et en particulier indigène, ainsi qu'aux grand travaux publics. La candidate se présente avant tout comme celle qui permettra au dirigeant en exil de revenir au pays, promettant d'en faire son principal conseiller. Elle affirme néanmoins ne pas avoir l'intention de lui accorder de grâce, celui-ci refusant cette option afin que son procès soit résolu « dans la stricte légalité et dans la justice ». Le bilan du président sortant Guillermo Lasso est au contraire fortement critiqué par la candidate, au point de paraître comme son principal adversaire malgré son absence du scrutin, chaque élément de son bilan étant comparé négativement à celui de Correa sous les slogans « Nous serons à nouveau une patrie » (Volveremos a ser Patria) et « La résurgence de la patrie » (El Resurgir de la Patria). En réponse aux critiques d'adversaires la désignant comme une « candidate mouton », elle fait de l'animal un symbole de campagne, distribuant des peluches et utilisant dans ses spots de campagne des moutons munis de lunettes de soleil faits par intelligence artificielle.
Au premier tour, elle est créditée de 33 % des voix et devance son adversaire au second tour Daniel Noboa, qui a obtenu 24 % des suffrages. Elle perd finalement l'élection, qui est remportée par Daniel Noboa le 15 octobre 2023.

#### Élection présidentielle de 2025
À nouveau candidate à l’élection présidentielle équatorienne de 2025, elle se qualifie au second tour avec un score de 44,00 % qui est cette fois inférieur à celui du président sortant (44,17 %). Au soir du second tour, le 13 avril 2025, Luisa Gonzáles est battue par le président Noboa et totalise 44,40 % des voix. Elle rejette l’opinion de quelque 1 000 observateurs électoraux nationaux et internationaux qui affirment que l’élection a été normale et conteste sa défaite,.

## Prises de position

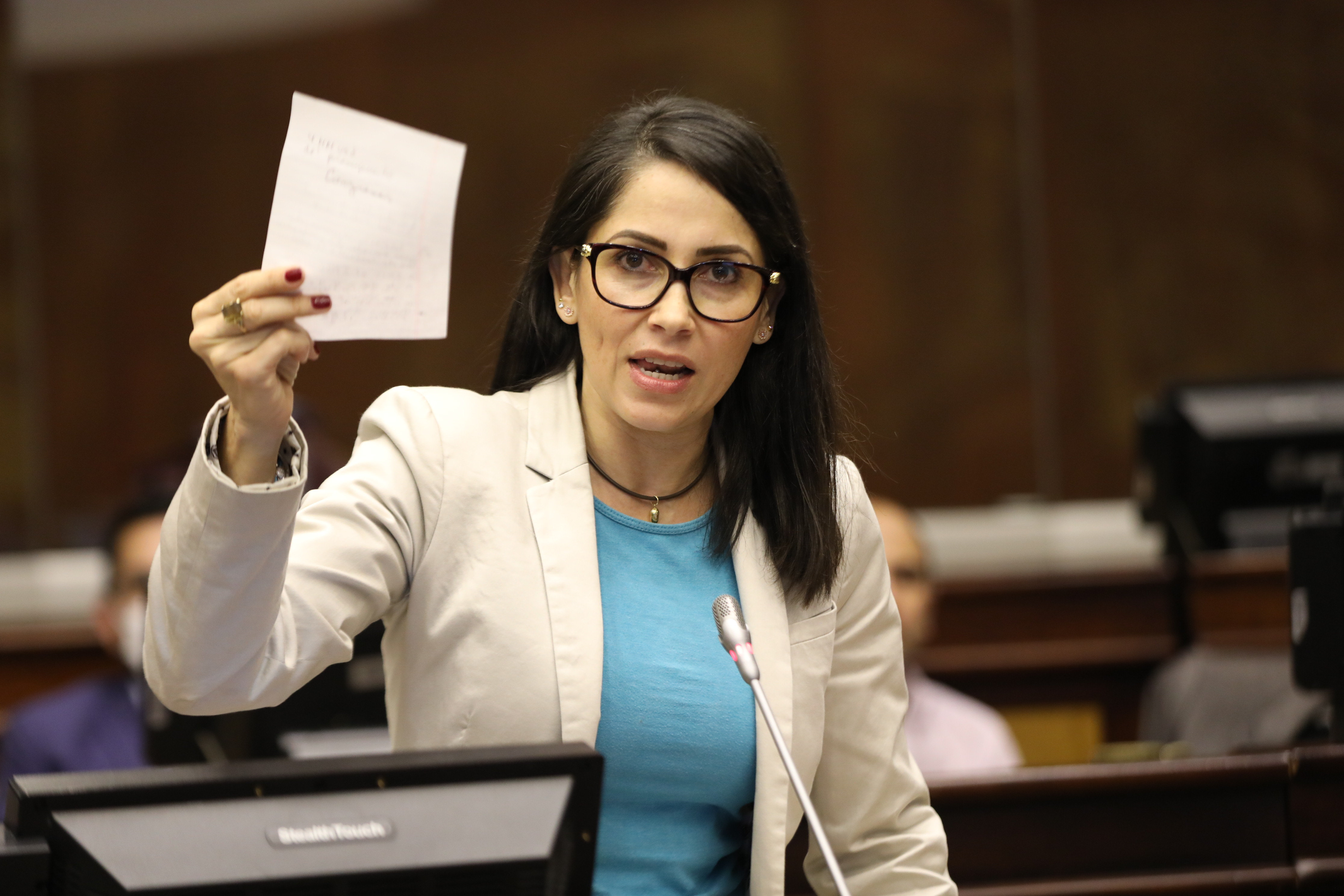
González lors d'une session plénière de l'Assemblée nationale en juillet 2022.

Lors du débat de la 758e session de l'Assemblée nationale, le 17 février 2022, au cours duquel la dépénalisation de l'avortement en cas de viol était discutée, Luisa González prend une position pro-vie, étant donné qu'il n'y a pas de cadre réglementaire approprié, indiquant que l'arrêt de la Cour constitutionnelle tentait de légaliser l'avortement libre et volontaire,. Elle s'est également opposée au projet de loi sur l'hygiène et la santé menstruelles, qui comprenait, entre autres, la distribution gratuite de serviettes hygiéniques.
Dans le cadre de sa candidature présidentielle, Luisa Gonzalez mène une campagne centrée sur les inégalités et la pauvreté. Elle promet un État fort, redistributif, investissant dans l’éducation, la santé et l’accès aux services publics. Elle s'engage également en faveur d'aides publiques au crédit pour soutenir les petites et moyennes entreprises et relancer l’économie par le bas. Par ailleurs, elle défend une souveraineté économique renforcée face aux intérêts étrangers parfois décrits comme prédateurs.
La sécurité est également une préoccupation majeure de sa campagne. Elle propose des mesures répressives tout en insistant sur les causes structurelles de la criminalité : pauvreté, précarité sociale, déscolarisation. Elle défend aussi une réforme des forces de sécurité et de la justice, gangrénées par la corruption.
Alliée au mouvement indigène Pachakutik, elle s’est engagée à revoir les concessions minières sur les terres autochtones. Elle défend un plan d’urgence pour rénover les infrastructures hydrauliques, insuffisamment puissantes face aux sécheresses répétées.
Elle rejette l’interventionnisme américain dans les affaires de l’Équateur.

## Utilisation d'avions présidentiels
En 2019, Luisa González écope d'une amende pour des déplacements en avions appartenant à la présidence équatorienne sans autorisation officielle de celle-ci, lorsqu'elle était membre du gouvernement entre 2012 et 2017. Le bureau du contrôleur général la déclare ainsi responsable d'une dépense totale de 880 473 dollars américains en raison de cette utilisation irrégulière.

## Vie privée
Luisa González s'est mariée à 15 ans et a divorcé à 22 ans. Elle a un fils de ce mariage. Elle est de confession évangélique.